# هانا ستوكنغ
هانا ستوكنج سياجكرس (بالإنجليزية: Hannah Stocking-Siagkris)‏ (من مواليد 4 فبراير 1992-) هي يوتيوبر وشخصية تلفزيونية وعارضة أزياء أميريكية - يونانية. لديها أكثر من 7.7 مليون مشترك على اليوتيوب و20.6 مليون متابع على إنستغرام.

## روابط خارجية
- هانا ستوكنغ على موقع IMDb (الإنجليزية)
- هانا ستوكنغ على موقع قاعدة بيانات الفيلم (الإنجليزية)